# Скорцоаса
Скорцоаса (рум. Scorțoasa) — село у повіті Бузеу в Румунії. Адміністративний центр комуни Скорцоаса.
Село розташоване на відстані 110 км на північний схід від Бухареста, 25 км на північний захід від Бузеу, 107 км на захід від Галаца, 89 км на схід від Брашова.

## Населення
За даними перепису населення 2002 року у селі проживала 541 особа. Усі жителі села рідною мовою назвали румунську.
Національний склад населення села:
| Національність | Кількість осіб | Відсоток |
| -------------- | -------------- | -------- |
| румуни         | 520            | 96,1%    |
| цигани         | 21             | 3,9%     |